# Elvira Navares
Elvira Navares (Casablanca, Marruecos, 3 de mayo de 1950 - Barcelona, 29 de noviembre de 1981) fue una ilustradora que obtuvo un reconocimiento notable en el mundo del arte en la década de los 70 y 80, al desarrollar junto con Jean-Pierre Guillemot un nuevo género pictórico que llamaron pastiches, el cual generó mucha controversia en una época donde la autoría artística todavía era un tema incuestionable.